# V452 Vulpeculae
V452 Vulpeculae eller HD 189733, är en stjärna belägen i den södra delen av stjärnbilden Räven. Den har en kombinerad skenbar magnitud av ca 7,67 och kräver en kraftig handkikare eller ett mindre teleskop för att kunna observeras. Baserat på parallax enligt Gaia Data Release 3 på ca 50,6 mas, beräknas den befinna sig på ett avstånd på ca 64,5 ljusår (19,8 parsek) från solen. Den rör sig närmare solen med en heliocentrisk radialhastighet på ca –2,5 km/s.

## Egenskaper
Primärstjärnan V452 Vulpeculae A är en orange till gul stjärna i huvudserien av spektralklass K1.5 V. Den har en massa som är ca 0,85 solmassa, en radie på ca 0,81 solradie och utsänder från dess fotosfär energi motsvarande 0,33 gånger solen vid en effektiv temperatur av ca 4 900 K.
Följeslagaren V452 Vulpeculae B är en röd dvärgstjärna av spektraltyp M, som ligger separerad med 216 AE från primärstjärnan. Omloppstiden i en omloppsbana medurs (som är nästan vinkelrät mot omloppsplanet för den transiterande planeten HD 189733 b), beräknas vara cirka 3 200 år.

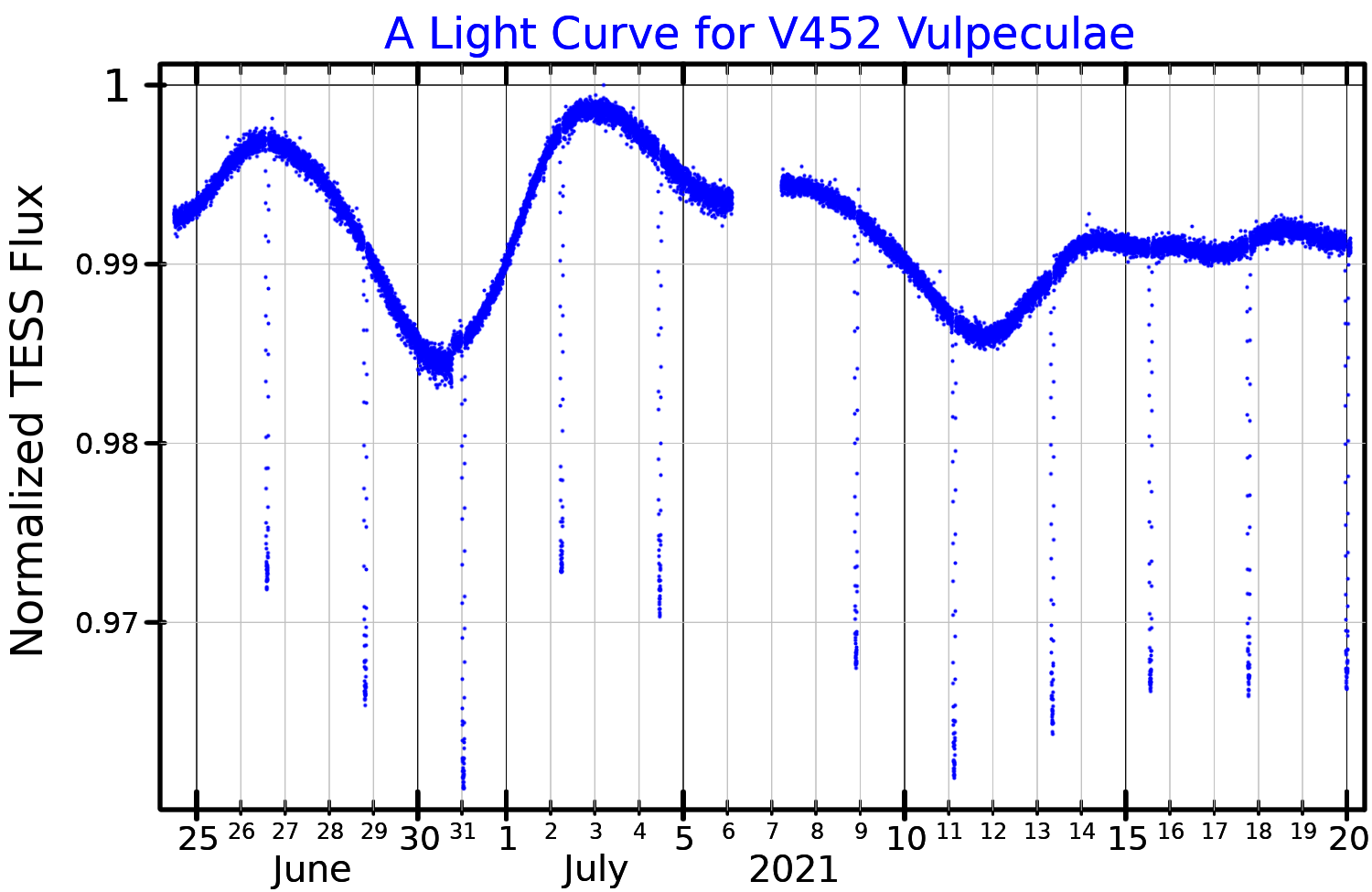
Ljuskurva i visuella bandet för V452 Vulpeculae, anpassad från TESS-data. Både den långsamma variationen av stjärnans ljusstyrka och de abrupta sänkningarna som orsakas av planetpassager (som inträffar var 2,219:e dygn) är visas.

Stjärnan har stjärnfläckar som påverkar dess ljusstyrka med 1,5 procent i synligt ljus. Som ett resultat är den listad i General Catalogue of Variable Stars som en BY Draconis-variabel med den variabla stjärnbeteckningen V452 Vulpeculae.

## Planetsystem
HD 189733 A har en känd exoplanet, betecknad HD 189733 b, en gasjätte med en massa som är 13 procent större än Jupiters med en omloppsperiod av ca 2,219 dygn. Genom spektrometri fann man 2007 att planeten innehåller betydande mängder vattenånga. Den är den andra exoplaneten där definitiva bevis för vatten har hittats.
Den kemiska signaturen av vattenånga upptäcktes i atmosfären på planeten. Även om HD 189733b med atmosfärtemperatur som stiger över 1 000 °C är långt ifrån beboelig, ökar detta fynd sannolikheten för att vatten, en väsentlig komponent i livet, skulle kunna upptäckas på en mer jordliknande planet i framtiden.
| Planet | Massa            | Halv storaxel (AE) | Siderisk omloppstid (d) | Excentricitet | Inklination   | Radie            |
| ------ | ---------------- | ------------------ | ----------------------- | ------------- | ------------- | ---------------- |
| b      | 1,123 ± 0,045 MJ | 0,03100 ± 0,0006   | 2,2185752 ± 0,0004      | <0,0039       | 85,58 ± 0,06° | 1,138 ± 0,027 RJ |